# Palais (anatomie humaine)
Pour les articles homonymes, voir Palais (homonymie).
En anatomie, le palais forme la paroi supérieure de la cavité buccale. Constitué d'une partie molle et d'une partie dure, il sert à la dentition lors de la croissance. Notamment grâce aux muscles du palais mou, il joue un rôle dans la déglutition, la mastication et la phonation. La fente palatine, parfois couplée avec une fente labiale, et le palais ogival sont deux malformations qui peuvent l'affecter, avec le torus palatin.

## Anatomie

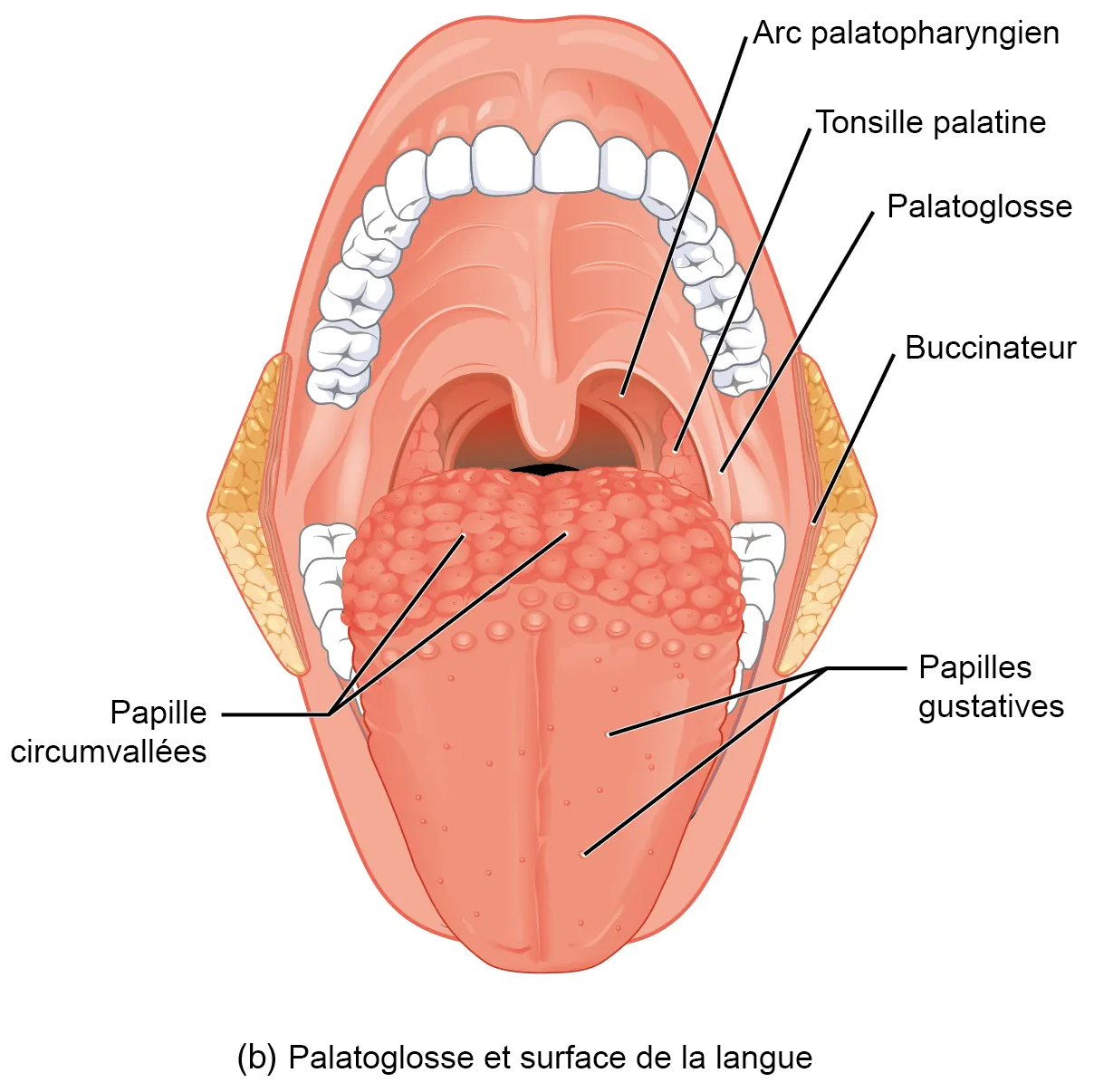
Anatomie du palais

Le palais est constitué de deux parties. Il s'agit du plancher de la cavité nasale et sépare celle-ci de la cavité orale. Dans les deux tiers antérieurs, le palais est dur car osseux, alors que dans le tiers postérieur, il est dit mou car constitué d'une aponévrose et de muscles. Le palais osseux est formé par la réunion des lames horizontales (les processus palatins) des deux os maxillaires et des lames horizontales des os palatins. Cette surface rigide est utile à la mastication, d'autant plus que la muqueuse située de part et d'autre du raphé palatin accentue la friction.
Dans la partie postérieure du palais se trouve le voile, structure musculaire qui participe à la modulation des sons et à la ventilation de l'oreille moyenne par l'intermédiaire de la trompe d'Eustache.

## Croissance et développement
Au cours de l'enfance et de l'adolescence, la croissance et le développement du palais osseux sont dépendants des pressions linguales exercées lors des 1500 à 2000 déglutitions salivaires quotidiennes, dites « en dents serrées » ou « déglutitions physiologiques ». Le développement palatin contribue à une mise en place harmonieuse des dents permanentes lors de la permutation dentaire.
À cette maturation palatine correspond également celui des fosses nasales et des sinus maxillaires, induisant ainsi une meilleure respiration nasale et une parfaite ventilation des sinus. La langue, et surtout sa fonction (pressions palatines), est donc bien autre chose qu'un simple organe associé au seul tube digestif.

## Muscles
Le palais mou, fragile, est la réunion des fibres du muscle tenseur du voile du palais, du muscle élévateur du voile du palais ainsi que des muscles uvulaires, palatoglosse et palatopharyngien. À son extrémité postérieure, pend la luette (Uvula). Il est mobile grâce à ces muscles, notamment lors de la déglutition afin d'empêcher un reflux d'aliments vers les choanes (orifices postérieurs des cavités nasales). Il assure aussi la fermeture de l’isthme pharyngonasal lors de la phonation et la respiration. Le palais mou rejoint la langue par les arcs palatoglosses et la paroi de l’oropharynx par les arcs palatopharyngiens, ces deux paires de repli constituant les limites du gosier où se trouvent les tonsilles palatines.
L'innervation des muscles du palais est la suivante : le muscle tenseur du voile du palais est innervé par le nerf mandibulaire (V3) via le ganglion otique d'Arnold ; les autres muscles sont innervés par les nerfs glosso-pharygien (IX) et vague (X).

## Malformations du palais

### Fente palatine
La fente palatine est une absence de substance de la voûte buccale aboutissant à une communication entre le nez et la bouche. Elle présente des formes plus ou moins symétriques, unilatérales ou doubles, en avant ou en arrière du canal nasopalatin. Elle entraîne des conséquences morphologiques (déformation possible au niveau de la lèvre supérieure, du nez, de l'arcade alvéolaire) et fonctionnelles (interruption des sangles musculaires affectant la respiration, la phonation, la déglutition, l’audition et l'éruption dentaire). 
Le traitement chirurgical diffère selon la localisation de la fente. La fermeture de la fente labiale s'effectue entre 0 et 6 mois ; simultanément ou antérieurement à celle du voile du palais. Le palais osseux est à opérer avant les 2 ans ; la fente alvéolaire entre 4 et dix ans. Il est utile de réaliser un suivi orthophonique, orthodontique, dentaire, ORL, psychologique et chirurgical. 
Les prothèses palatines permettent de remédier à des lacunes fonctionnelles dès le plus jeune âge, comme la succion chez le bébé, même si elles ne restaurent évidemment pas l'aspect sensoriel d'un palais.

### Palais ogival
Un palais ogival est un palais étroit et profond qui rétrécit les fosses nasales. Il engendre généralement des problèmes orthodontiques, mais se corrige à l'aide d'une chirurgie d'expansion maxillaire. Il peut entre autres être causé par des maladies génétiques telles que le syndrome de Crouzon, le syndrome de Down (trisomie 21) ou le syndrome de Turner (45,XO).

### Torus palatin
Un torus palatin est une tumeur bénigne, une déformation rare du centre du palais supérieur ou des parties latérales de la mandibule inférieure.